# ローター船

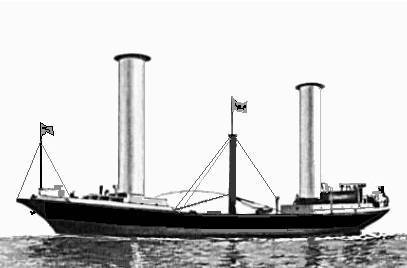
ローター船"Buckau"

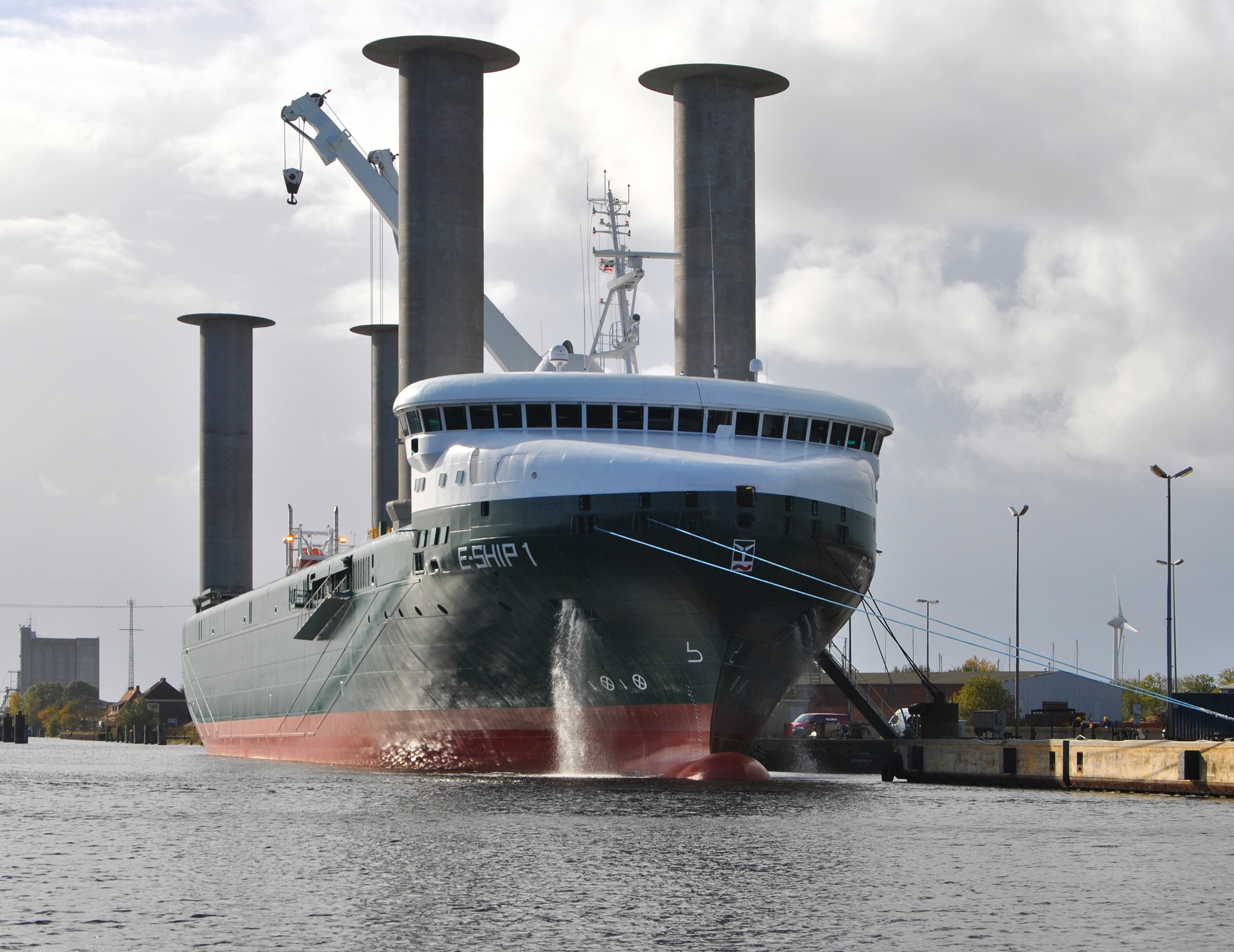
ローター船"E-Ship 1"

模式図

ローター船（ローターせん、英: rotor ship、独: Rotorschiff）とは、風力とマグヌス効果を利用することにより、小さな動力で航行できる船である。ドイツの航空技術者アントン・フレットナーが1924年に発明した。
ローター船は、垂直に立てられた円筒（ローター）を船上に備えている。例えば図のように左舷から風を受けている状態で、ローターを動力によって回転（上から見て時計回り）させると、マグヌス効果によってローターに風と鉛直の向き（前向き）の力が働き、船は前進するのである。
フレットナーによるローター船の第一号はブッカウ号（Buckau）、別名バーデン＝バーデン号（Baden-Baden）で、これは元来帆船だったものを改造して作られた。総トン数は496トン。直径約4メートル・高さ約17メートルのローターを二本備えていた。ローターを回すための動力は電気モーターで、発電は45馬力のディーゼルエンジンで為された。ロータは毎分200回転し、5ノットの速度を記録した。1925年に処女航海に成功、1926年には大西洋横断に成功した。
1926年のバルバラ号（Barbara）は1700トン、三本ローターの船で、貨物船として実用に供された。
維持費の問題からその後しばらくローター船は見捨てられていたが、1980年代以降、1983年にアルシオーヌ（Alcyone）、カリプソII(Calypso II)、2006年にUni-Kat Flensburg、2008年にE-Ship 1など、再び数隻が建造されている。
これらの船にはローターの発展形として、断面から気流を吸い込み揚力を発生させるターボセイルと呼ばれる技術が使われた。
環境問題対策として、ローター船は効率がよいという観点から日本の海洋大学でも研究が進んでいる。
構造の単純さ故に1本あたり5千万円と他の帆装に比べると安い方である。